# Serge Zwikker
Serge Zwikker  (Vlaardingen, Holanda, 28 de abril de 1973) es un exjugador de baloncesto neerlandés. Con 2,19 de estatura, jugaba en la posición de pívot. 

## Trayectoria

### Universidad
Juega durante cuatro años para los Tar Heels de la Universidad de North Carolina.

### Profesional
Fue drafteado por Houston Rockets en el puesto 30 del draft de 1997. No llegó a debutar en la NBA y se marchó a la liga española, al Saski Baskonia. 
Luego pasó por Italia, jugando 10 encuentros para el UG Goriziana, donde sufrió una lesión en la espalda.
Regresó a España, al Breogán Lugo, para finalizar su carrera al comienzo de la 2000–01, disputando tres encuentros con un equipo de su país, el Conesco Den Helder.